# Clara Matéo
Clara Matéo (Nantes; 28 de noviembre de 1997) es una futbolista francesa. Juega como delantera en el Paris FC de la Division 1 Féminine de Francia. Es internacional con la selección de Francia.

## Trayectoria
Matéo jugó de joven en el US Sainte-Luce-sur-Loire. En 2012, se unió al ESOF Vendée La Roche-sur-Yon que transitaba en aquel entonces la segunda división. Hizo su debut en primera división en la temporada 2015-2016.
En junio de 2016, dejó La Roche-sur-Yon por el FCF Juvisy (que se convirtió en Paris FC en 2017), con el que firmó un contrato de tres años.

## Selección nacional
Tiene dos partidos con la selección de Francia sub-16 en 2013, ocho partidos con la sub-17 en 2013, veintidós con la sub-19 entre 2015 y 2016 (y diez goles marcados), y ocho partidos internacionales con la selección sub-20 en 2016, con tres goles en su haber. Fue parte del equipo que ganó el Campeonato Europeo Sub-19 de 2016, siendo incluida en el Mejor Once de dicho torneo.
El 21 de agosto de 2018 fue convocada por primera vez a la selección absoluta de Francia de la mano de Corinne Diacre. Su debut absoluto llegó el 27 de noviembre de 2020, en una victoria 3-0 contra la selección de Austria, que le dio al cuadro francés el pase directo a la Eurocopa Femenina 2022.
El 1 de diciembre de 2020, en el Stade de la Rabine de Vannes, marcó su primer gol internacional contra Kazajistán.
En 2022, fue una de las 23 seleccionadas para disputar la Eurocopa 2022 en Inglaterra. Jugó 4 de los 5 partidos de Las Azules, dos de ellos iniciando de titular, en un torneo que las vio despedirse en semifinales tras perder contra Alemania por 1-2.

## Estadísticas

### Clubes
| Club                 | País    | Año             |
| -------------------- | ------- | --------------- |
| ESOF Vendée La Roche | Francia | 2014 - 2016     |
| Paris FC             | Francia | 2016 - presente |

## Palmarés

### Títulos internacionales
| Título                    | Equipo  | Sede     | Año  |
| ------------------------- | ------- | -------- | ---- |
| Campeonato Europeo Sub-19 | Francia | Alemania | 2016 |

(*) Incluyendo la Selección